# Long Way Round

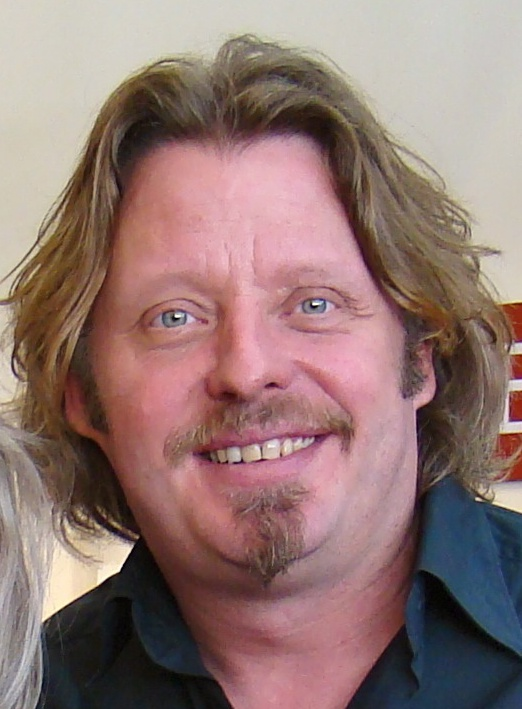
Charley Boorman

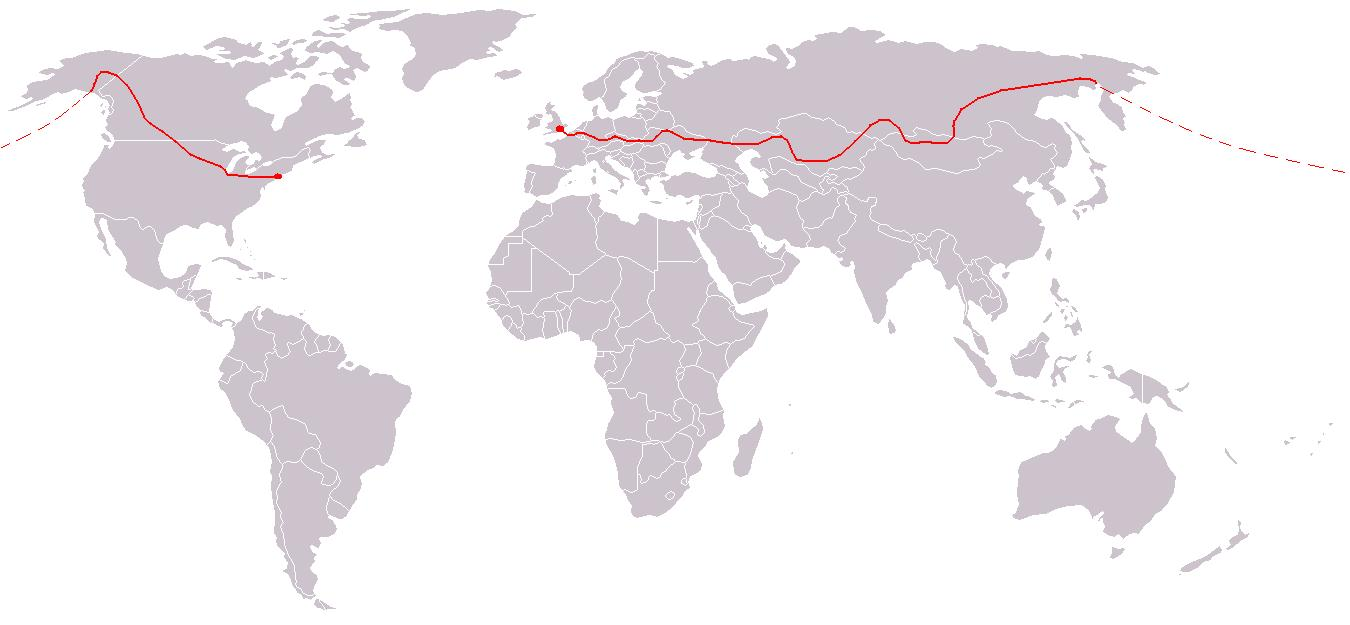
Trasa wyprawy

Long Way Round – telewizyjny serial dokumentalny (wydany też na DVD) oraz książka pod tym samym tytułem, opowiadające o wyprawie motocyklowej dookoła świata, której głównymi uczestnikami byli Ewan McGregor i Charley Boorman. Podróż obejmowała dystans ponad 30 tys. km na trasie z Londynu do Nowego Jorku.

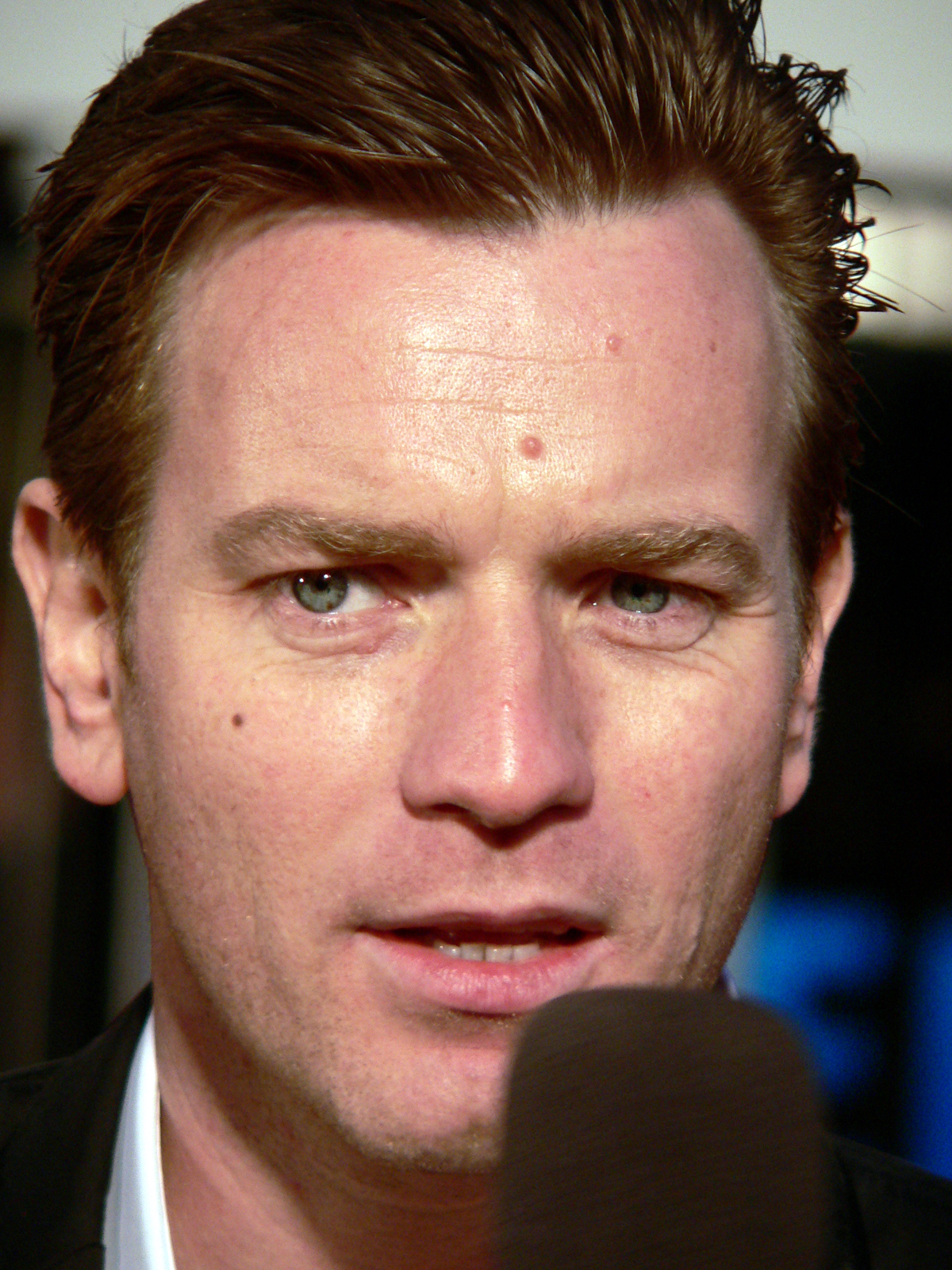
Ewan McGregor

## Informacje ogólne
Podróż trwała od 14 kwietnia do 29 lipca 2004 r. W wyprawie udział wzięli: Ewan McGregor, Charley Boorman, Claudio von Planta (operator kamery jadący motocyklem razem z dwójką głównych bohaterów), David Alexanian i Russ Malkin (producenci) oraz kilka innych osób wspierających wyprawę. Trasa prowadziła z Londynu przez Europę Zachodnią i Środkową, następnie przez Ukrainę, Rosję, Kazachstan, Mongolię, ponownie Rosję (Syberia), Kanadę i U.S.A. Ostatnim punktem trasy był Nowy Jork. Przejechany dystans to 18 887 mi (30 395,68 km). Podczas pokonywania niezliczonych rzek i strumieni na trasie Drogi z kości w Rosji, ekipa niejednokrotnie natrafiała na zniszczone bądź nieprzejezdne mosty. Wiosenno-letnie roztopy spowodowały, że rzeki w tym czasie przybierały i przeprawa przez nie ciężkimi turystycznymi motocyklami marki BMW nie była możliwa. Wtedy ekipa musiała korzystać z pomocy lokalnej ludności i ich ciężarówek. Inny odcinek, który z oczywistych względów nie został pokonany na motocyklach to Magadan (Rosja) - Anchorage (Alaska).
Podczas przejazdu przez Europę i U.S.A podróżnicy nocowali głównie w hotelach. Pozostałe odcinki trasy wymuszały nocleg pod namiotem, np. na stepach Kazachstanu i Mongolii. Odwiedzili przy okazji wiele ciekawych miejsc, np. Kaplicę Czaszek w Czechach, pomnik Maska Smutku w Magadanie (Rosja) czy Mount Rushmore w U.S.A. W Nowym Jorku, na zakończenie podróży, zorganizowana została parada motocyklowa, w które wzięli udział m.in. ojciec Ewana, Jim McGregor, oraz ekipa mechaników z Orange County Choppers.

## Wsparcie
Ekipa motocyklowa podczas całej podróży (ale też na etapie planowania) nie pozostawała bez wsparcia. Za sukces organizacyjny przedsięwzięcia odpowiedzialni byli producenci: David Alexnian oraz Russ Malkin. Operatorem kamery, towarzyszącym producentom, był Jimmy Simak. Podczas odcinka azjatyckiego (głównie na terenie Rosji) wsparcia medycznego udzielał lekarz Wasilij oraz nazwany specjalistą d.s. bezpieczeństwa – Siergiej. Zespół wsparcia podróżował za motocyklistami z około 24-godzinnym opóźnieniem. W ten sposób nie miał wpływu na samą podróż a jednocześnie był dostatecznie blisko na wypadek poważniejszej awarii czy innego niebezpiecznego zdarzenia na trasie. Zespół poruszał się dwoma samochodami Mitsubishi: pickupem L200 oraz Shogunem Warrior. Czerwony L200, po tym jak w Mongolii przewrócił się na bok, został po przybyciu na Alaskę wymieniony na Forda Excursion.
Przed rozpoczęciem wyprawy McGregor i Boorman przeszli serię szkoleń z różnych dziedzin, które miały ułatwić im przetrwanie w podróży. Szkolenie surwiwalowe odbyli z ex-majorem SAS, Jamie Lowther-Pinkertonem. BMW zapewniło motocyklistom szkolenie z jazdy w trudnym terenie (najpierw na lekkim motocyklu o pojemności 650 cm3, później na docelowej maszynie). Szkolenie odbyło się w Szkocji. Ponieważ duża część trasy przebiegała przez kraje rosyjskojęzyczne, zorganizowane zostało też szkolenie z języka rosyjskiego.  Z kolei w ambasadach krajów, przez które mieli przejechać McGregor i Boorman, udzielano im praktycznych wskazówek o kraju, ludziach i panujących obyczajach. Podczas szkolenia z pierwszej pomocy, McGregor zdecydował, że na odcinku gdzie nie będzie możliwe szybkie zorganizowane pomocy medycznej, będzie podróżował z nimi lekarz.
Wsparcia kierowcom udzieliło też kilka osób spoza ekipy organizacyjnej. Była to m.in. matka Claudio von Planta (operatora kamery), która pomogła synowi w załatwieniu nowego paszportu (w starym nie było już miejsca na wizy i pieczątki). Kobieta zaoferowała pomoc i przyleciała z nowym paszportem do Londynu. Claudio miał później kolejny problem natury organizacyjnej. Okazało się bowiem, że jego szwajcarskie prawo jazdy w niektórych krajach nie jest ważne i postanowiono, że będzie zdawał egzamin na brytyjskie prawo jazdy. Niestety, na dzień przed wyjazdem nie zdał egzaminu i nie mógł wyruszyć razem z ekipą z Londynu. Dołączył do zespołu dopiero w Pradze, po zdanym egzaminie.

## Motocykle

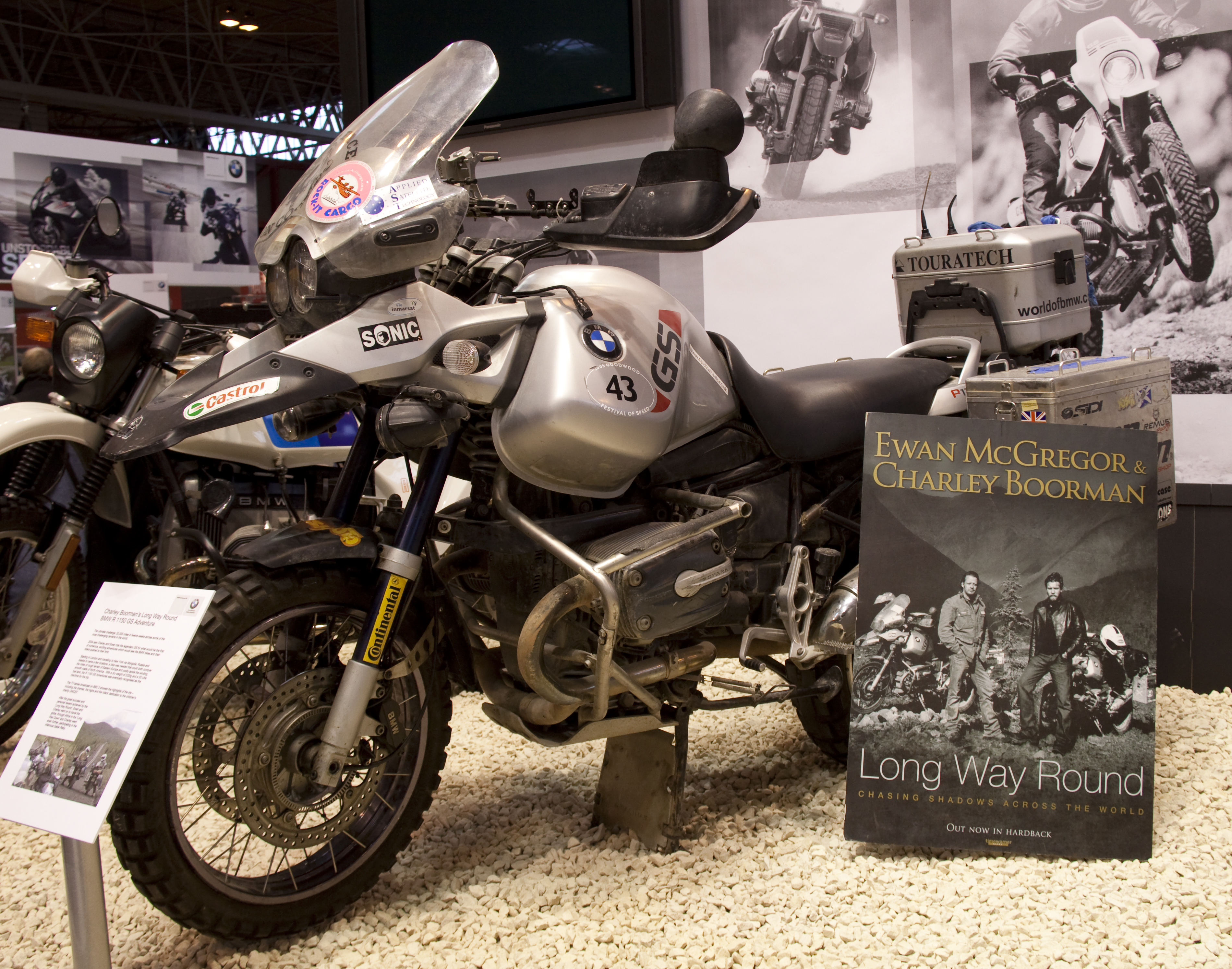
Jeden z motocykli BMW użytych podczas wyprawy

Od samego początku McGregor był zwolennikiem wykorzystania turystycznych motockli BMW z serii GS. Natomiast Boorman wolał aby to był KTM. Rozważano też motocykle marki Honda. Po jazdach testowych na motocyklach BMW i KTM, McGregor zgodził się na propozycję kolegi i zespół wstępnie wybrał maszyny KTM. Jednak po przedstawieniu dokładnego planu podróży, KTM odmówił wyposażenia kierowców w motocykle. Powodem odmowy była obawa o powodzenie wyprawy. Taki obrót sprawy szczególnie dotknął Boormana, który był największym zwolennikiem wykorzystania motocykli tej marki.
Po odmowie ze strony KTM nie pozostało nic innego jak zgłosić się z planem wyprawy do BMW. Producent dostarczył ekipie turystyczne motocykle R1150GS Adventure. Motocykle zostały odpowiednio wyposażone, m.in. w kufry bagażowe, kamery, mikrofony, monitory podglądu z kamer czy system nawigacji GPS. Ten ostatni okazał się bardzo pomocny podczas podróży przez Mongolię i Syberię, gdzie często nie ma ani dróg ani odpowiedniego oznakowania.

## Władze
Problemy ze służbami celnymi zaczęły się już podczas przekraczania granicy czesko-słowackiej. Podczas wjazdu do Czech ekipa nie podstemplowała dokumentu, który poświadczał listę wartościowego sprzętu wwożonego na teren kraju. Podczas wyjazdu należało sprawdzić, czy lista zgadza się ze stanem faktycznym (drogi sprzęt mógł zostać sprzedany bez cła na terenie Czech, co jest niedozwolone). Prośby i perswazja nie pomogły. Dopiero po przekupieniu celników udało się przekroczyć granicę ze Słowacją. Podobny problem pojawił się na granicy słowacko-ukraińskiej. Strażnicy nalegali na pokazanie im oryginałów dokumentów motocykli, podczas gdy ekipa posiadała jedynie kserokopie. Po około 12 godzinach oczekiwana na granicy interweniował minister spraw wewnętrznych Ukrainy i drużyna mogła jechać dalej.
Problem innej natury powstał podczas podróżowania przez Kazachstan. Napotkane po drodze patrole policji bardzo często oferowały eskortę na czas podróży i jednocześnie nie przyjmowały odmowy. Ekipa chcąc nie chcąc godziła się na jazdę w towarzystwie radiowozów, co bardzo szybko stało się bardzo męczące. W kolejnych miejscowościach witał przybyszów komitet powitalny, urządzano przyjęcia, zapraszano lokalne media. Wyprawa bardzo szybko stała się znana w całym kraju. Po tym jak udało się wytłumaczyć przyjaźnie nastawionej policji, że ekipa woli podróżować sama, nastąpiło niebezpieczne zdarzenie. Na mało uczęszczanym odcinku autostrady, pasażer mijanego samochodu wymierzył broń w motocyklistów. Po tym incydencie ekipa z wdzięcznością przyjęła kolejna propozycję eskorty.

## Filmowanie podczas wyprawy
Poczynania motocyklistów były filmowane na kilka sposobów. Kamery pokładowe zostały przymocowane do kasków i motocykli. Kamerzysta Claudio miał na wyposażeniu kilka innych kamer i często wyprzedzał Ewana i Charleya albo zostawał trochę z tyłu aby nakręcić odpowiednie ujęcia. Oprócz tego bohaterowie wyprawy prowadzili wideo blog, na bieżąco komentując wydarzenia na wyprawie.

## UNICEF
Jednym z celów wyprawy było nadanie rozgłosu działalności UNICEF-u. Ekipa podróżników odwiedziła sierociniec na Ukrainie, gdzie przybywają dzieci dotknięte skutkami katastrofy w elektrowni atomowej w Czarnobylu, ścianę wspinaczkową w Kazachstanie oraz dzieciaki żyjące w kanałach ciepłowniczych w Ułan Bator, gdzie opiekują się nimi wolontariusze z UNICEF-u.

## Wypadki
Tak długa podróż nie mogła obyć się bez mniejszych i większych wypadków. Ewan McGregor przed wyprawą poddał się zabiegowi laserowej korekcji wady wzroku. Podczas tankowania motocykla na Ukrainie dwukrotnie zalał swoje oczy benzyną. Za pierwszym razem Charley Boorman próbował zatrzymać ręczną pompę paliwa przykładając palec do końcówki pistoletu. W ten sposób strumień benzyny dostał się do oka Ewana. Za drugim razem benzyna wytrysnęła z baku podczas tankowania (prawdopodobnie w dystrybutorze nie zadziałał system wyłączania pompy po napełnieniu zbiornika). Innym razem Ewan został dotkliwie pogryziony przez komary. Miał liczne ślady po ugryzieniach i przede wszystkim bardzo spuchnięte czoło. Koledzy żartowali, że to musiała być czarna wdowa a nie komar. Ewan narzekał też na bolące i pokąsane genitalia.
Po przedostaniu się na kontynent amerykański, podczas przejazdu autostradą w Calgary, Ewan został uderzony od tyłu przez młodego kierowcę samochodu. Szczęśliwie nikt nie ucierpiał. Cały impet uderzenia przyjął na siebie bagaż i aluminiowe kufry. Po niewielkiej naprawie motocykl nadawał się do jazdy.
Charley podczas przejazdu przez Syberię naciągnął sobie mięśnie ramienia i nie mógł prowadzić motocykla przez kilka dni. Wypadek zdarzył się podczas przekraczania jednej z syberyjski rzek. W Kanadzie skradziono mu portfel, gdzie miał ok. 500 dolarów, 400 euro i karty kredytowe.
Claudio (operator kamery) ucierpiał w podobny sposób – podczas postoju złodziej ukradł z jego motocykla torbę z namiotem.
Inny wypadek przydarzył się zespołowi wsparcia, kiedy terenowe Mitsubishi L200 przewróciło się na bok. Nikt nie ucierpiał poważnie, natomiast Wasilij, lekarz towarzyszący ekipie, bardzo wzburzony wytykał głupotę organizatorom. Według niego taka wyprawa nie jest warta ryzyka jakie się z nią wiąże, tym bardziej, że każdy z podróżników nie żyje dla siebie - mają żony i dzieci.

## Awarie motocykli
Motocykle na takiej wyprawie musiały dostać w kość. Pechowe okazały się ramy. Jako pierwszy odmówił posłuszeństwa motocykl Claudio. Po upadku okazało się, że rama jest pęknięta. Prowizoryczna naprawa pozwoliła dojechać do najbliższej wioski, gdzie można było zespawać pękniętą ramę. Jednak okazało się, że to nie jedyne uszkodzenia – przestały działać hamulce. Motocykl musiał zostać przetransportowany z powrotem do Londynu a Claudio miał dostać nową maszynę. Na lokalnym targu ekipa znalazła odpowiednią maszynę – był to motocykl IŻ Planeta 5, zakupiony za około 1000 dolarów. Po krótkim czasie w motocyklu zepsuła się skrzynia biegów. Awaria dopadała motocyklistów na mongolskim stepie. Napotkani pasterze pomogli naprawić motocykl, jednocześnie dziwili się, że tak dobrze wyposażona ekipa nie mogła sobie poradzić z naprawą. Na kolejnym etapie wyprawy ekipa napotkała na podmokły teren, w którym duże i ciężkie motocykle BMW nie radziły sobie najlepiej. Ewan i Charley niejednokrotnie musieli zsiadać z motocykli aby je przepchnąć. Natomiast lekki IŻ świetnie sobie radził w takim terenie.
Przejazd przez Syberię okazał się pechowy dla Ewana. Tym razem to w jego motocyklu w dwóch miejscach pękła rama, co uniemożliwiło dalszą podróż. Po zatrzymaniu jednej z przejeżdżających ciężarówek, udało się przetransportować motocykl do pobliskiego miasta i dokonać naprawy.
Jedną z największych obaw Ewana było pokonywanie rzek. Na Syberii dwukrotnie zdarzyło się, że silnik został unieruchomiony przez wodę, która dostała się do środka. Szczęśliwie, po wypompowaniu wody z cylindrów, silnik bez problemów zaczął pracować.
Motocyklom zaszkodził też transport lotniczy z Magadanu do Anchorage. Podczas lotu były źle zabezpieczone i po wydobyciu ich z luku bagażowego okazało się, że są poważnie uszkodzone (odpadające i połamane części). Na Alasce maszyny musiały przejść gruntowny przegląd, aby bezpiecznie mogły dojechać do Nowego Jorku.
Charley nie miał poważniejszych przygód z motocyklem poza złapaniem gumy. Wszystkie używane podczas podróży motocykle przeżyły natomiast wiele mniejszych i większych upadków, zostały poobijane i podrapane, jednak dojechały do celu (nie licząc motocykla Claudio, który bez hamulców nie mógł jechać dalej).

## Inne projekty
Kolejną wyprawą, na którą wybrali się McGregor i Boorman była podróż ze Szkocji do Południowej Afryki, która odbyła się w 2007 roku i została nazwana Long Way Down. Podobnie jak w pierwszej wyprawie, ważnymi przystankami na trasie były ośrodki UNICEF-u. Charley Boorman w 2006 roku ukończył rajd Dakar, który został sfilmowany i wydany pod tytułem Race to Dakar. Ponadto Boorman podróżował z Irlandii do Sydney (serial pt. By Any Means) oraz z Sydney do Tokio (serial pt. Right to the Edge: Sydney to Tokio By Any Means).